# Giovanna Gold
Giovanna Goldfarb Padilha Sodré (Salvador, 4 de junho de 1964) é uma atriz, modelo e empreendedora brasileira.
Ganhou notoriedade a partir da década de 1990, quando interpretou a empregada Zefa em Pantanal (1990), tendo posteriormente vivido a sofrida Alzira em Mulheres de Areia (1993) e a vilã Carmen no remake de Chiquititas (2013–15).

## Carreira
Começou a carreira de atriz em 1982 na minissérie Quem Ama Não Mata na Rede Globo. Seis anos mais tarde, em 1988, Giovanna faz sua estreia no cinema atuando em Moon Over Parador e em seguida participa da minissérie Sampa, interpretando uma jovem que é assassinada. Ganhou destaque na televisão em 1990 ao interpretar Zefa na novela Pantanal, uma personagem de grande sucesso. Na trama, a ingênua Zefa acabava contratada como empregada na fazenda de Tenório (Antônio Petrin) depois da esposa deste, Maria Bruaca (Ângela Leal) passar a se recusar a trabalhar em casa, e engatava um namoro com Tadeu (Marcos Palmeira). Também ganhou grande destaque como a simplória Alzira, moça que se apaixonava por Tonho da Lua (Marcos Frota) no remake de Mulheres de Areia, em 1993. Ainda em 1993, foi capa da edição de outubro da revista Sexy.
Participou de um episódio do Você Decide no qual a sua personagem descobria ser portadora de câncer de mama. Em 2000, Giovanna criou o espetáculo Gold Show, formado por esquetes que misturam teatro, música e humor, onde ela vive personagens como a mulata Jambette Prado Jr. (criada em parceria com Fausto Faecett) e uma modelo ninfomaníaca. A atriz também faz parte do grupo República dos Poetas, que se apresenta no Museu da República no Rio de Janeiro. Entre 2006 e 2012, Giovanna participou do Show do Tom, programa de Tom Cavalcante na RecordTV. 
No início de 2009 fez uma participação no especial de fim de ano Uma Noite no Castelo, interpretando a rainha Sofia, atuando junto com Eduardo Galvão e Renato Aragão. Entre 2013 e 2015 esteve presente no remake da telenovela Chiquititas, interpretando Carmem Almeida Campos, a grande vilã da trama, papel vivido por Débora Olivieri na primeira versão brasileira. Antes de participar da telenovela do SBT, sua última atuação em novelas foi interpretando a simpática Kátia em Por Amor, novela de Manoel Carlos na Rede Globo, em 1997.

## Filmografia

### Televisão
| Ano     | Título                             | Personagem                      | Nota                                      |
| ------- | ---------------------------------- | ------------------------------- | ----------------------------------------- |
| 1982    | Quem Ama não Mata                  | Renata                          | Episódio: "3 de agosto"                   |
| 1990    | Rá-Tim-Bum                         | Carmen Miranda                  | Episódio: "3"                             |
| 1990    | Tele Tema                          | Lyris                           | Episódio: "Um Amor de Menino"             |
| 1990    | Pantanal                           | Josefa Leôncio (Zefa)           |                                           |
| 1991    | A História de Ana Raio e Zé Trovão | Marian Prado Schneider          |                                           |
| 1991    | Floradas na Serra                  | Letícia                         |                                           |
| 1992    | Você Decide                        | Lídia                           | Episódio: "Compulsão"                     |
| 1993    | Missione d'amore                   | Teresa                          | Episódio: "23 de setembro"                |
| 1993    | Mulheres de Areia                  | Alzira da Silva                 |                                           |
| 1994    | A Viagem                           | Adriana Pacheco                 | Episódio: "4 de maio"                     |
| 1994    | Incidente em Antares               | Rita Benson                     |                                           |
| 1995    | Malhação                           | Vera                            | Episódios: "24 de novembro–7 de dezembro" |
| 1996    | Caça Talentos                      | Melúria (Luly)                  | Episódio: "Batons Mágicos"                |
| 1996    | Você Decide                        | Laila                           | Episódio: "No Silêncio da Noite"          |
| 1996    | Você Decide                        | Vanessa                         | Episódio: "Amor à Vida"                   |
| 1997    | Você Decide                        | Michelle                        | Episódio: "Norma"                         |
| 1997    | Por Amor                           | Kátia Gouveia                   |                                           |
| 1998    | Didi Malastre                      | Natasha                         | Especial de fim de ano                    |
| 1999    | Ô... Coitado!                      | Namorada de Stevie              | Episódio: "Filó Desempregada"             |
| 2006–11 | Show do Tom                        | Várias personagens              |                                           |
| 2009    | Uma Noite no Castelo               | Rainha Sofia de Landnóvia       | Especial de fim de ano                    |
| 2013–15 | Chiquititas                        | Carmen Aparecida Almeida Campos |                                           |
| 2021    | Meu amigo Bussunda                 | Ela mesma                       | Episódio: "3"                             |
| 2021    | Gênesis                            | Samilla                         | Fase: "José do Egito"                     |
| 2022    | Pantanal                           | Convidada do casamento          | Episódio: "7 de outubro"                  |

### Cinema
| Ano  | Título                           | Papel                                  |
| ---- | -------------------------------- | -------------------------------------- |
| 2019 | Amor Assombrado                  | Augusta                                |
| 2017 | Malasartes e o Duelo com a Morte | Mãe de Malasartes                      |
| 2009 | Bela Noite Para Voar             | Prefeita                               |
| 2005 | O Signo do Caos                  | Aurora                                 |
| 1998 | Iremos a Beirute                 | Salma                                  |
| 1997 | Baile Perfumado                  | Jacobina                               |
| 1997 | Anahy de las Misiones            | Picumã                                 |
| 1994 | Mil e Uma                        | Alice                                  |
| 1993 | Vênus de Fogo                    | Valéria Vênus                          |
| 1992 | Sua Excelência, o Candidato      | Apresentadora de TV                    |
| 1988 | Moon Over Parador                | Garota no Carnaval                     |
| 1988 | Um Professor Atrapalhado         |                                        |
| 1984 | Blame It on Rio                  | Astrid (creditada como Giovanna Sodré) |

## Teatro
| Ano     | Título                               | Notas              |
| ------- | ------------------------------------ | ------------------ |
| 1986    | A Hora e a Vez                       | Ana                |
| 1987–88 | Macunaima                            | Sofará             |
| 1993    | O Rei Pasmo e a Rainha Nua           |                    |
| 1995    | Tres Mulheres Altas                  |                    |
| 1998–86 | Alô, Madame...                       |                    |
| 2000–08 | Gold Show                            | Vários personagens |
| 2008    | Ninguém é Perfeito                   |                    |
| 2019    | O pequeno Livro das Emoções Perdidas |                    |
| 2019    | Jogo Nu                              |                    |
| 2020    | A Tia                                | Joyce              |